# Jorge de Menezes
Jorge de Menezes (1498 – 1537) è stato un esploratore, militare e politico portoghese.
Nel 1526-1527 sbarcò sulle isole di Biak (Baia di Cenderawasih), mentre attendeva il passaggio della stagione dei monsoni, e sulle coste settentrionali della penisola di Doberai, chiamando la regione Ilhas dos Papuas. Gli viene quindi attribuita la scoperta europea della Nuova Guinea.
Jorge de Menezes fu il governatore portoghese delle Molucche (moderna Indonesia) dal 1527 al 1530, residente a Ternate. Mentre era in carica, saccheggiò un forte spagnolo su Tidore, avvelenò il sultano di Ternate e commise atrocità contro la popolazione locale. Successivamente fu arrestato e inviato nell'India portoghese. Dopo il suo ritorno in Portogallo fu esiliato nella colonia del Brasile, dove morì in combattimento contro gli indiani nel 1537.
| Controllo di autorità | VIAF (EN) 172330439 · LCCN (EN) no2011116667 |